# Imi (ville)
Pour les articles homonymes, voir Imi.
Imi est une ville de l'est de l'Éthiopie située au bord du Chébéli dans la région Somali. Elle se compose de deux agglomérations rattachées l'une à la zone Afder et l'autre à la zone Shabelle de la région Somali.

## Situation
Imi se trouve environ 400 km au sud de Harar et de Djidjiga vers 400 m d'altitude.

## Agglomérations
Situées de part et d'autre du Chébéli, les deux agglomérations d'Imi relèvent de zones administratives distinctes.
Ouest Imi (en somali : Iimeey Galbeed, en amharique : Mirab Imi) située sur la rive droite du Chébéli, est le chef-lieu du woreda Mirab Imi dans la zone Afder de la région Somali. Elle compte 7 897 habitants en 2007,.
Est Imi (en somali : Iimeey Bari, en amharique : Misrak Imi) située sur la rive gauche, est le chef-lieu du woreda Imiberi dans l'ancienne zone  Gode (actuelle zone Shabelle) de la même région. Elle compte 11 403 habitants en 2007,.

## Histoire
- Le leader derviche Mohammed Abdullah Hassan est mort à Imi en 1920[réf. souhaitée].